# Конус Маха

Утворення конуса Маха. При русі тіла в середовищі на дозвукових швидкостях (V < V_{s}) звукові хвилі випереджають рухоме тіло, на швидкостях, близьких до звукових (V ~ V_{s}) перед рухомим тілом виникає стрибок густини, на надзвукових (V > V_{s}) обвідна системи звукових хвиль утворює конус Маха (V — швидкість потоку, V_{s} — швидкість звуку)

Ко́нус Ма́ха — область локалізації звукових хвиль у середовищі, генерованих об'єктом, в умовах їх відносного руху на надзвукових швидкостях. 
Конус Маха має форму конічної поверхні, що обмежує в надзвуковому потоці газу область, в якій зосереджені збурення (звукові хвилі), породжені точковим джерелом збурень — тілом, обтічним потоком або, що еквівалентно, тілом, що рухається в середовищі з надзвуковою швидкістю. Конус Маха розмежовує збурену і незбурену області середовища. Названий на честь Ернста Маха, який ввів це поняття у фізику.
Поверхня конуса Маха є обвідною системи звукових хвиль, породжених тілом при русі відносно середовища: відповідно до принципу Гюйгенса поверхня конуса утворена інтерференцією звукових хвиль при їх суперпозиції і коливання на поверхні знаходяться в одній фазі — фазі стиснення, утворюючи ударну хвилю.
Кут між твірними конуса і його віссю називається кутом Маха, він пов'язаний з числом Маха наступним виразом:
{\displaystyle \sin {\alpha }={\frac {ct}{Vt}}={\frac {c}{V}}={\frac {1}{M}},}
де  {\displaystyle \alpha } — кут Маха;
{\displaystyle \!c} — швидкість звуку;
{\displaystyle \!V} — швидкість потоку;
{\displaystyle \!M} — число Маха.
В електродинаміці конусу Маха відповідає конічна обвідна випромінювання Черенкова, що виникає при русі в середовищі елементарної частки із швидкістю більшою за швидкість поширення світла в середовищі.